# Little Chef
Little Chef var en brittisk restaurangkedja. 
Little Chef fanns huvudsakligen längs med stora trafikleder (motorvägar) i Storbritannien. Den första restaurangen öppnade i Reading 1958. Little Chef serverade bland annat traditionell brittisk frukost. Under senare år Brottade företaget med stor olönsamhet vilket ledde till att ett stort antal restauranger lades ned och slutligen, efter ett antal omstruktureringsförsök, lades kedjan ned i januari 2018.